# Kirschprachtkäfer

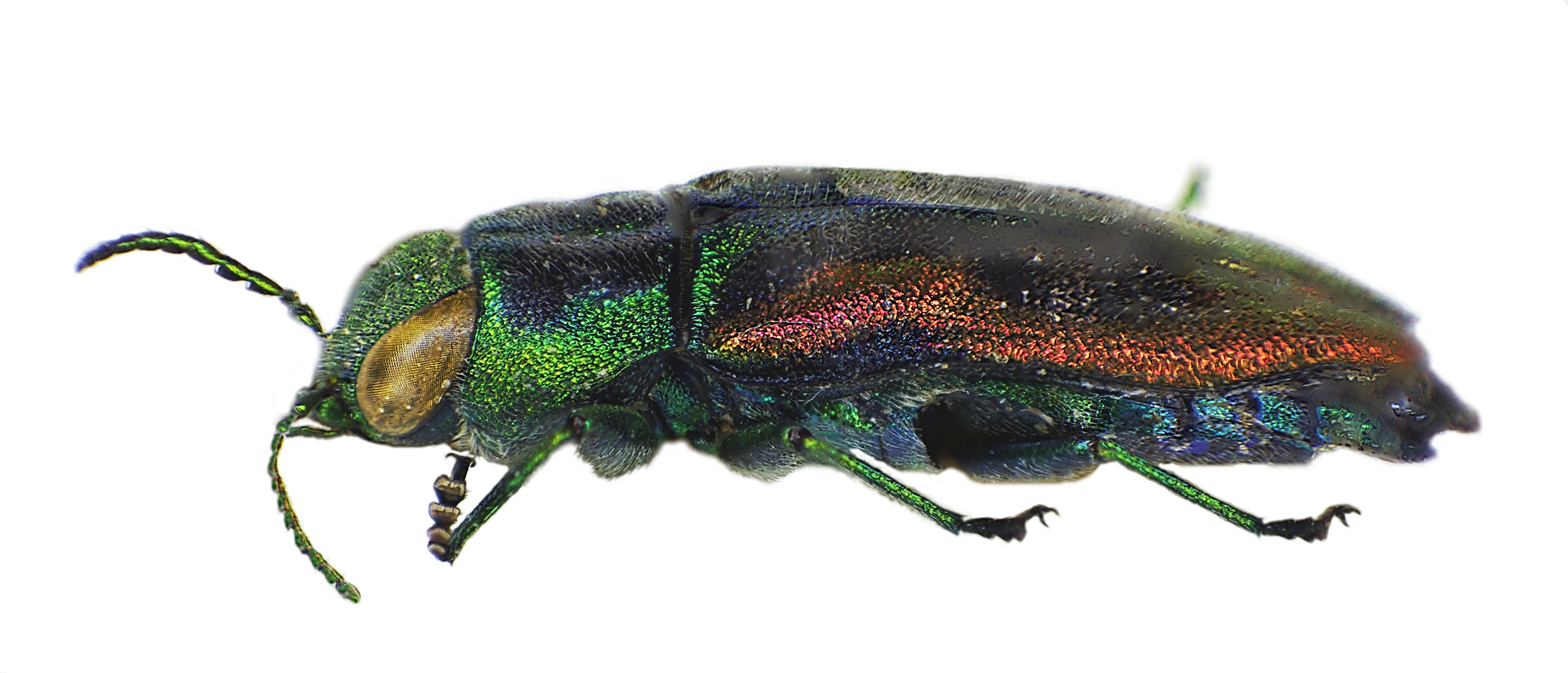
Bild 2: Seitenansicht

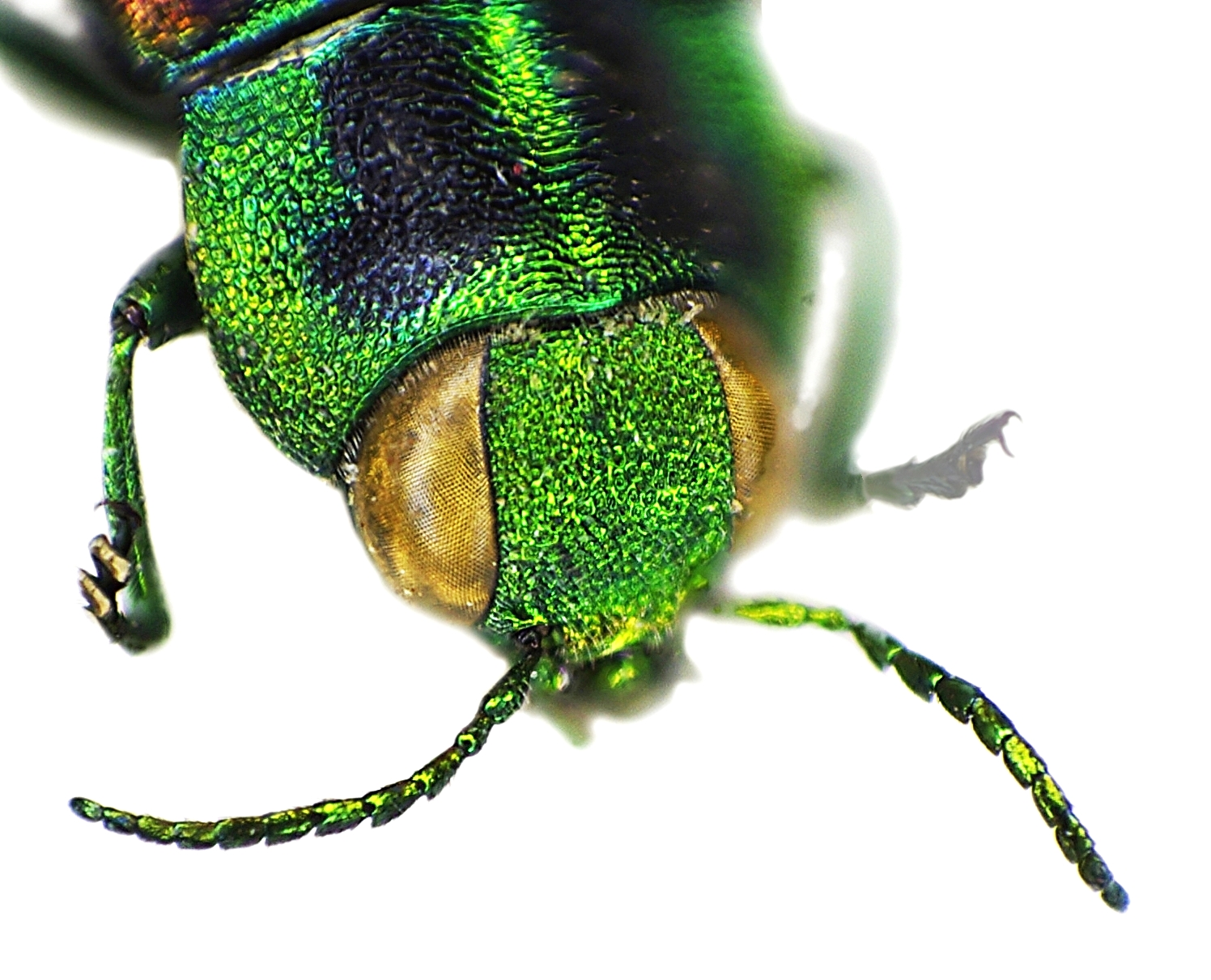
Bild 3: Kopf

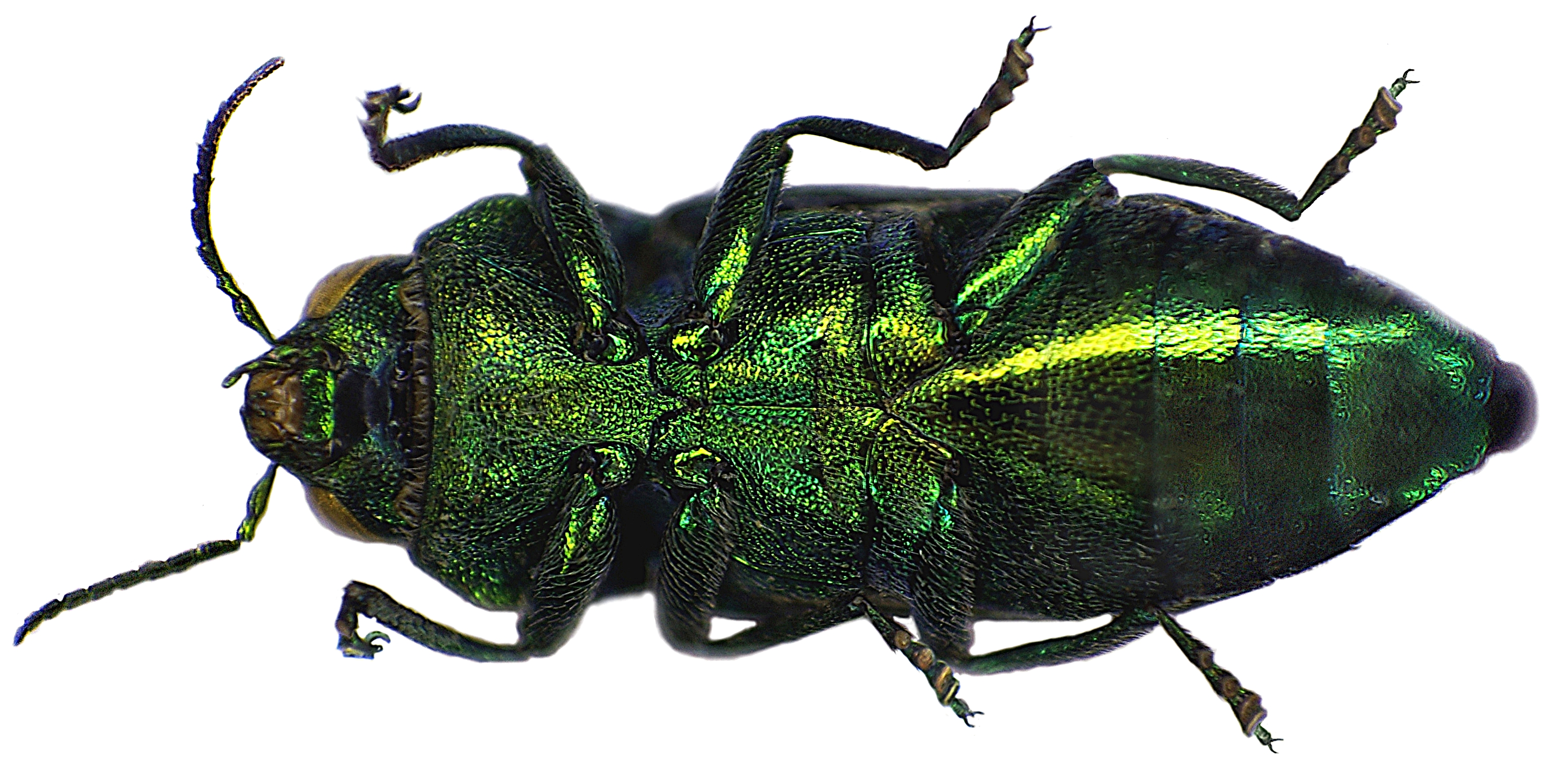
Bild 4: Unterseite

Der Kirschprachtkäfer oder Bunte Kirschbaumprachtkäfer (Anthaxia candens) ist ein Käfer aus der Familie der Prachtkäfer (Buprestidae). Mit sieben bis elf Millimeter Länge gehört er zu den größeren Arten der Gattung Anthaxia. Mit seinen smaragdgrünen, kupferroten und schwarzblauen Farben ist er der bunteste Prachtkäfer Mitteleuropas. Er kann leicht mit Anthaxia lucens verwechselt werden.
Die Art ist wie die meisten Prachtkäfer gemäß der Bundesartenschutzverordnung gesetzlich besonders geschützt. In der Roten Liste gefährdeter Arten Deutschlands wird die Art unter der Kategorie 2 (stark gefährdet) geführt. In  Rheinland-Pfalz und Nordrhein-Westfalen wird sie als gefährdet eingestuft (Kategorie 3). In Sachsen-Anhalt gilt sie als verschollen oder ausgestorben.

## Bemerkungen zum Namen und Systematik
Die Erstbeschreibung der Art erfolgte durch Panzer 1793 unter dem wissenschaftlichen Namen Buprestis candens und dem deutschen Namen Der glühende Prachtkäfer. Die Kurzbeschreibung beginnt: Buprestis candens:... (lat. funkelnder Prachtkäfer:...). Dies erklärt den Artnamen cándens (lat. glänzend, leuchtend). Der Namensteil 'Kirsch' des deutschen Namens bezieht sich auf den Kirschbaum, in dem sich der Käfer gern entwickelt. 
Die Gattung Buprestis wird von Eschscholtz 1829 in viele Gattungen zerlegt. Die Gattung Anthaxia gehört zu den Gattungen mit spitz zulaufendem Schildchen.
Der Gattungsname Anthaxia ist von altgr. άνθος ánthos, 'Blüte', und  άξιος áxios, 'wert' abgeleitet und weist auf die vielen farbenprächtigen Käfer dieser Gattung hin. Die Gattung Anthaxia ist in Europa  in vier Untergattungenmit über hundert Arten vertreten. Weltweit gibt es über dreizehnhundert Arten.

## Merkmale des Käfers
Der glänzend grüne Kopf bei den Weibchen und der blaue bei den Männchen ist bis an den Hinterrand der großen Augen in den Halsschild zurückgezogen. Die Augen bedecken die Seiten des Kopfes beinahe völlig und sind oben kaum genähert (Bild 1, Bild 3). Die Stirn ist spärlich lang, seidig und hell behaart. Die ebenfalls metallisch grünen Fühler sind nach innen stumpf gezähnt und elfgliedrig. Die Oberlippe (Labrum) ist zweilappig. Die Oberkiefer (Mandibeln) sind kräftig, gebogen und spitz. Auf der Innenseite besitzen sie einen stumpfen Zahn. Die Kiefertaster sind lang, das Endglied spindelförmig und abgestutzt. Auch das letzte Glied der Lippentaster ist länglich und abgestutzt.
Die Flügeldecken sind flach und bedecken von oben betrachtet die Seiten des Hinterleibs. Sie sind ohne Streifen oder Punktreihen, aber dicht punktiert. In den vorderen zwei Dritteln verlaufen ihre Seitenränder parallel, zur Spitze verengen sie sich. Ihre Grundfarbe ist glänzend rotkupfern. Um das kleine dreieckige Schildchen (Scutellum) liegt ein dreieckiger grüner Fleck (Skutellarfleck), der nach hinten keilförmig verlängert ist. Dieser Fleck ist nach außen schwarzblau begrenzt. Die schwarzblaue Färbung zieht sich entlang der Naht nach hinten und ist in der Mitte der Flügeldecken ausgedehnt. 
Der Halsschild ist vor der Mitte am breitesten und verschmälert sich nach vorne und hinten. Er besitzt eine deutliche durchlaufende Längsfurche und ist vom gleichen Grün, wie Kopf und Skutellarfleck. Beidseitig der Längsfurche verlaufen schwarzblaue Längsflecken. An den Seiten ist der Halsschild ähnlich wie auf der Stirn genarbt, zur Mitte hin verfließen die Narben in Querrunzeln. Diese sind im Unterschied zu anderen Arten der Gattung nicht dicht gedrängt und nicht kreisförmig angeordnet. Der Vorderrand des Halsschildes ist hinter den Augen leicht eingebuchtet (zweibuchtig). 
Die grüne Körperunterseite sowie Schienen und Schenkeln der Beine sind kurz halbanliegend behaart.
Die Vorderhüfthöhlen, in denen die Vorderbeine eingelenkt sind, sind nach hinten offen. Die Vorderhüften sind kugelig und von einem breiten Fortsatz der Vorderbrust getrennt. Dieser Fortsatz verbreitert sich am Ende der Vorderhüfthöhle und läuft dann in eine Spitze aus, die die Mittelbrust überbrückt und diese dadurch scheinbar teilt (Bild 4). Die Hinterhüften liegen breit der Hinterbrust an und sind nach hinten zur teilweisen Aufnahme der Hinterschenkel ausgehöhlt (Schenkeldecken). Die Tarsen sind alle fünfgliedrig, die Krallen ungezähnt.

## Vorkommen und Lebensweise
Die Verbreitung dieses Prachtkäfers erstreckt sich von Südrussland, dem Transkaukasus und Südosteuropa bis nach Mittel- und Westeuropa. Das nördliche Europa wird allerdings vollständig gemieden und auch in Deutschland ist das Vorkommen von Anthaxia candens auf den Süden und die Mitte beschränkt. Der Käfer bewohnt trockene Gebiete mit spärlichem Baumbestand (Baumsteppe). Die Larven leben hauptsächlich unter der Rinde des Stammes und starker Äste der Steinweichsel, seltener an Obstbäumen, vor allem an Kirschen. Die Larvenentwicklung dauert zwei bis drei Jahre. Die Verpuppung findet Ende des Sommers in einer Puppenwiege aus Genagsel von Holz und Rinde statt. Der Käfer schlüpft im gleichen Jahr, überwintert jedoch in der Puppenwiege, aus der er im darauf folgenden Mai schlüpft. Die Käfer sind während der heißesten Tageszeit aktiv und dann bis September oft in größerer Anzahl auf den Brutbäumen anzutreffen. Dennoch wird der Käfer nicht schädlich, da die Larve nur an beschädigten und absterbenden Pflanzenteilen frisst. In Mitteleuropa tritt er meist nur stellenweise selten bis sehr selten auf.